# Bud Brocken
Budde Jan Peter Maria (Bud) Brocken (Tilburg, 12 september 1957) is een Nederlandse oud-voetbalprof en voormalig international.
Hij speelde in het betaalde voetbal voor Willem II, Birmingham City, FC Groningen en BVV Den Bosch. Hij kwam tot 511 competitieduels in zeventien jaar profvoetbal.

## Clubcarrière
Hij begon in de pupillen van Longa waarna hij als tienjarige overstapte naar RKTVV. Bij RKTVV was zijn vader jeugdtrainer en het was in Tilburg de voetbalclub met een van de grootste jeugdafdelingen.
Op zijn zestiende werd hij gescout door Willem II. In zijn laatste jaar bij RKTVV kwam hij al geregeld uit voor het eerste elftal.
Bij Willem II maakte hij als 18-jarige zijn debuut op 16 november 1975 in de uitwedstrijd tegen FC Dordrecht. Hij speelde zich al snel in de kijker ondanks dat Willem II een middenmoter was in de Eerste divisie.
Nog geen vier maanden na zijn doorbraak bij Willem II werd hij opgeroepen voor het Nederlands elftal onder 19. Hij debuteerde op 3 maart 1976 in de uitwedstrijd tegen Ierland.
In 1981 maakte hij samen met teamgenoot Toine van Mierlo de transfer naar Birmingham City. Brocken raakte in de loop van het seizoen zijn basisplaats kwijt en verkaste in 1982 naar FC Groningen.
Hij speelde in het seizoen 1983/84 met FC Groningen in de Europacup III (wat later de UEFA Cup werd) tegen Atlético Madrid en Internazionale.
Na drie Groningse jaren keerde hij terug naar Willem II dat in 1984 was gedegradeerd naar de Eerste divisie.
Met de Tilburgse club promoveerde hij in 1987 terug naar de Eredivisie. Hij sloot zijn loopbaan af bij BVV Den Bosch waar hij in 1992 afscheid nam met promotie naar de Eredivisie.
Hij voetbalde daarna nog twee seizoenen voor amateurhoofdklasser Longa, de club waar hij ooit begon.
Bud Brocken is een achterneef van Jan Renders, die ook veel thuiswedstrijden in het Oosterpark-stadion speelde.
Na zijn voetbalcarrière werd Brocken woningmakelaar in Tilburg.

## Interlandcarrière
Hij speelde in 1983 met het Nederlands voetbalelftal EK-kwalificatiewedstrijden tegen IJsland (3-0 winst), Ierland (2-3 winst), Spanje (2-1 winst) en Malta (5-0 winst). In hetzelfde jaar deed hij mee in de oefeninterland in en tegen België (1-1).

## Carrièrestatistieken
| Seizoen         | Club            | Land            | Competitie      | Competitie | Competitie | Beker | Beker | Internationaal | Internationaal | Overig | Overig | Totaal | Totaal |
| Seizoen         | Club            | Land            | Competitie      | Wed.       | Dlp.       | Wed.  | Dlp.  | Wed.           | Dlp.           | Wed.   | Dlp.   | Wed.   | Dlp.   |
| --------------- | --------------- | --------------- | --------------- | ---------- | ---------- | ----- | ----- | -------------- | -------------- | ------ | ------ | ------ | ------ |
| 1975/76         | Willem II       | Nederland       | Eerste divisie  | 22         | 5          | –     | 0     | 0              | 0              | 0      | 0      | 22     | 5      |
| 1976/77         | Willem II       | Nederland       | Eerste divisie  | 32         | 7          | –     | 0     | 0              | 0              | 0      | 0      | 32     | 7      |
| 1977/78         | Willem II       | Nederland       | Eerste divisie  | 35         | 6          | –     | 0     | 0              | 0              | 0      | 0      | 35     | 6      |
| 1978/79         | Willem II       | Nederland       | Eerste divisie  | 35         | 5          | –     | 0     | 0              | 0              | 0      | 0      | 35     | 5      |
| 1979/80         | Willem II       | Nederland       | Eredivisie      | 30         | 2          | –     | 0     | 0              | 0              | 0      | 0      | 30     | 2      |
| 1980/81         | Willem II       | Nederland       | Eredivisie      | 31         | 2          | –     | 0     | 0              | 0              | 0      | 0      | 31     | 2      |
| 1981/82         | Birmingham City | Engeland        | First Division  | 17         | 0          | 3     | 0     | 0              | 0              | 0      | 0      | 20     | 0      |
| 1982/83         | FC Groningen    | Nederland       | Eredivisie      | 22         | 1          | 6     | 0     | 0              | 0              | 0      | 0      | 28     | 1      |
| 1983/84         | FC Groningen    | Nederland       | Eredivisie      | 34         | 1          | 1     | 0     | 4              | 0              | 0      | 0      | 39     | 1      |
| 1984/85         | FC Groningen    | Nederland       | Eredivisie      | 34         | 2          | –     | 0     | 0              | 0              | 0      | 0      | 35     | 2      |
| 1985/86         | Willem II       | Nederland       | Eerste divisie  | 34         | 6          | –     | 0     | 0              | 0              | 0      | 0      | 34     | 6      |
| 1986/87         | Willem II       | Nederland       | Eerste divisie  | 31         | 4          | –     | 0     | 0              | 0              | 0      | 0      | 31     | 4      |
| 1987/88         | Willem II       | Nederland       | Eredivisie      | 33         | 5          | –     | 0     | 0              | 0              | 0      | 0      | 33     | 5      |
| 1988/89         | Willem II       | Nederland       | Eredivisie      | 33         | 3          | –     | 0     | 0              | 0              | 0      | 0      | 33     | 3      |
| 1989/90         | Willem II       | Nederland       | Eredivisie      | 25         | 2          | –     | 0     | 0              | 0              | 0      | 0      | 25     | 2      |
| 1990/91         | BVV Den Bosch   | Nederland       | Eerste divisie  | 32         | 1          | –     | 0     | 0              | 0              | 0      | 0      | 32     | 1      |
| 1991/92         | BVV Den Bosch   | Nederland       | Eerste divisie  | 31         | 2          | –     | 0     | 0              | 0              | 0      | 0      | 31     | 2      |
| Carrière totaal | Carrière totaal | Carrière totaal | Carrière totaal | 511        | 54         | 10    | 0     | 4              | 0              | 0      | 0      | 525    | 54     |